# 黑松鼠

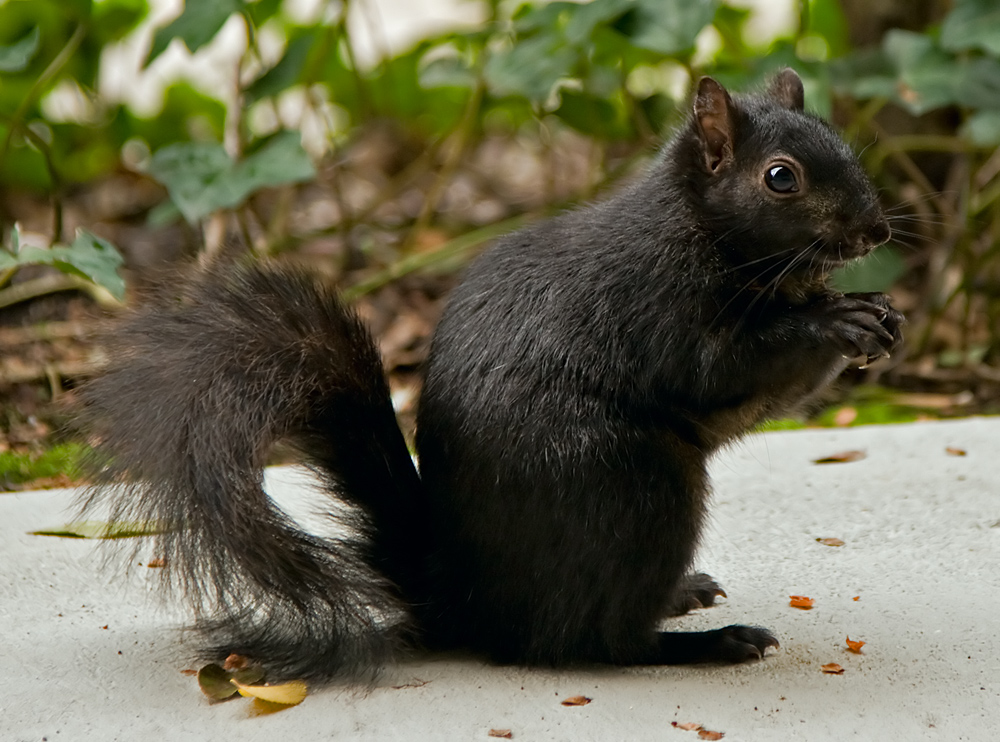
加州圣克拉拉的黑化灰松鼠

黑松鼠为松鼠的黑化亚种，其皮毛呈黑色。这一现象在多种松鼠中皆会出现，然最常发生于灰松鼠（Sciurus carolinensis）及狐松鼠（Sciurus niger）种群，此二者产生黑化亚种的原因正是色素基因变异的结果。至于其大量出现的原因则众说纷纭，有说法认为黑化松鼠相对于未黑化松鼠而言其皮毛的保温能力更好，因此在寒冷的环境中具有更强的选择优势。
黑松鼠与其非黑化的同类具有相同的原生分布范围，此外灰松鼠的黑化变种还曾于19世纪至20世纪被引入至加拿大的其他地方、英国以及美国。黑化灰松鼠最常出没的地方是在五大湖流域及其周边地区，而黑化狐松鼠则分布于其种群分布范围的东南部，也就是美国东南部。虽然这些黑化松鼠在其分布范围内更为常见，但其相较于整个种群而言则不算普遍。然而在加拿大安大略省以及美国密歇根州，大部分灰松鼠为黑化变种。
美国的很多市政当局以及高等院校都在其标志上印有黑松鼠，并将其视为吉祥物图案。而很多社区将黑松鼠视为其象征，并出台了保护松鼠免遭人类威胁的法律。

## 描述

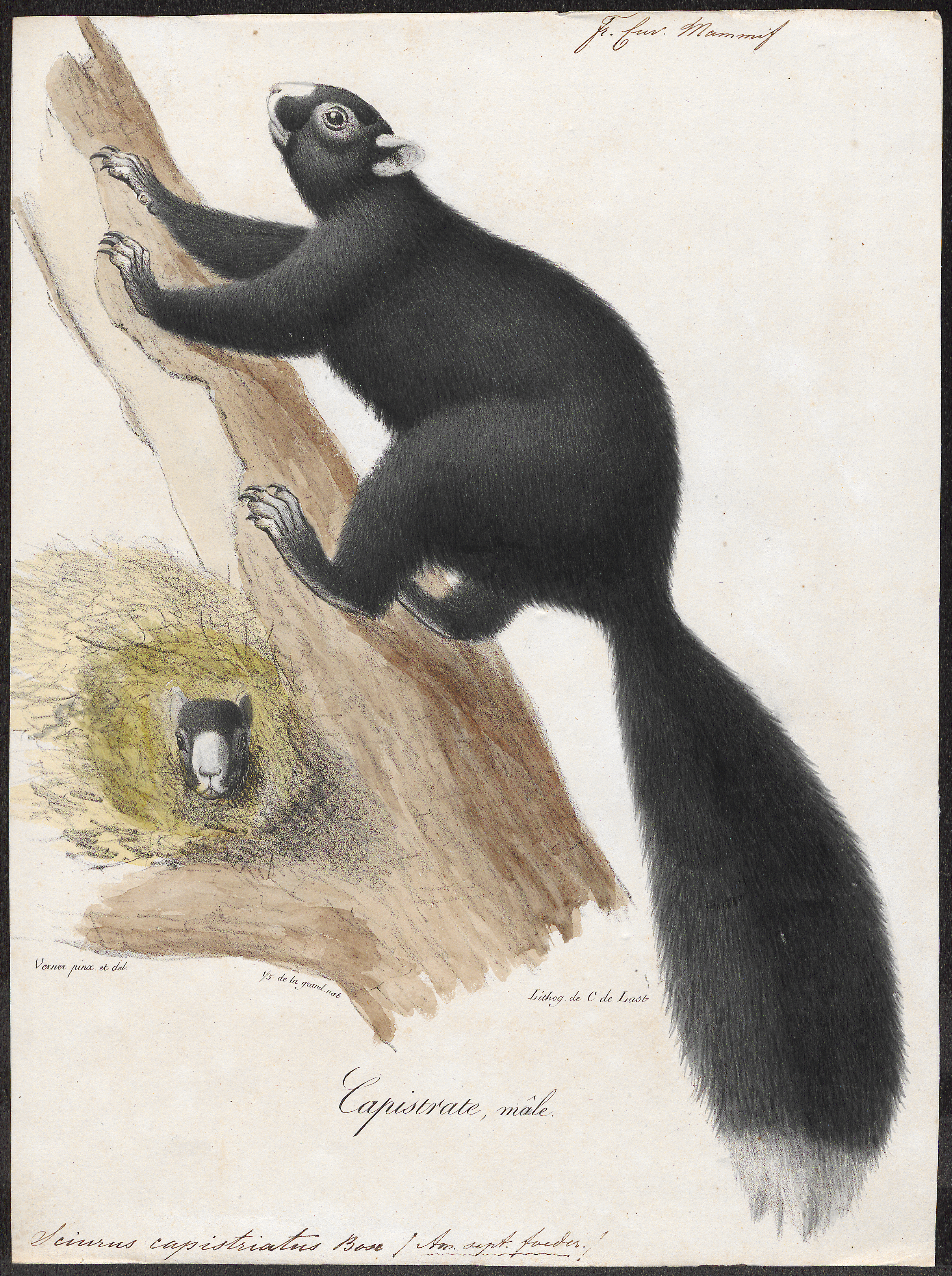
黑化狐松鼠的绘图。导致灰松鼠黑化的基因起源于狐松鼠

灰松鼠及狐松鼠的黑化被认为是色素基因突变所导致的。根据2014年发表于《FEBS Letters》期刊的一项研究表明，色素基因DNA片段的缺失是导致灰松鼠黑化的原因。对于黑化灰松鼠而言，其黑素皮质素受体1基因缺失了24个碱基对，最终形成等位基因MC1R∆24。而根据发表于《BMC进化生物学》上的一项研究表明，由于灰松鼠与狐松鼠的黑化变种的基因突变情况相同，因此可得出该基因起源于狐松鼠，最终通过种间杂交的方式传给灰松鼠的结论。狐松鼠的黑毛色是由黑素皮质素受体1基因DNA中的24个碱基对发生删除突变和东南部种群刺鼠肽基因发生点突变引起的。
黑化现象亦可能发生在哥伦比亚地松鼠、欧亚红松鼠、理查森地松鼠和西部灰松鼠身上，尽管后者表现出颜色多态性低于灰松鼠与狐松鼠。但在欧亚红松鼠中未发现其黑化与黑素皮质素受体1突变之间的关联，和狐松鼠一样，欧亚红松鼠的黑化变种是由多个基因共同作用的结果。而理查森地松鼠的黑化则是由其隐性基因决定的。

### 黑色毛皮的益处
黑化松鼠频繁出现的原因在当前的相关研究论文中主要有两种解释，分别是保护色理论和体温调节理论。

#### 保护色论理论
据推测，非黑化灰松鼠在落叶乔木为主的森林中具有隐蔽优势，而黑松鼠在其分布范围北部的针叶林地区具有隐蔽优势。该理论认为针叶相对于落叶林而言更能阻挡阳光照到地面，使得深色松鼠可以在光线晦暗的林间更好地隐藏自己免遭天敌袭击。同时该理论还指出非黑化松鼠在落叶林比黑化松鼠更具生存优势，因为当冬季树叶脱落后阳光会直照地面，使得黑松鼠无处藏身。而根据1989年的一项研究表明，当松鼠静止不动时非黑化松鼠的隐蔽性更好。但当松鼠处于运动状态时，黑化种的隐蔽性更佳。
黑化种在灰松鼠中属普遍现象，尽管自1700年代以来其数量和出现频率都在大幅度下降。有理论认为森林的砍伐以及对黑松鼠的猎杀是使其数量下降的主要原因，并且在新的环境中非黑化的松鼠更具生存优势。不过亦有人对这一观点提出质疑，这是因为根据新的研究发现，南安大略农村地区同样存在大量黑松鼠，而该地区主要是农业用地。
大量出现在种群分布地区西南部的黑化狐松鼠也和保护色有关，这些松鼠出没于经常发生火灾的森林中。燃烧后的森林会产生大量的黑色碳化物质，为黑化狐松鼠提供了绝佳的藏身之所。

#### 体温调节理论

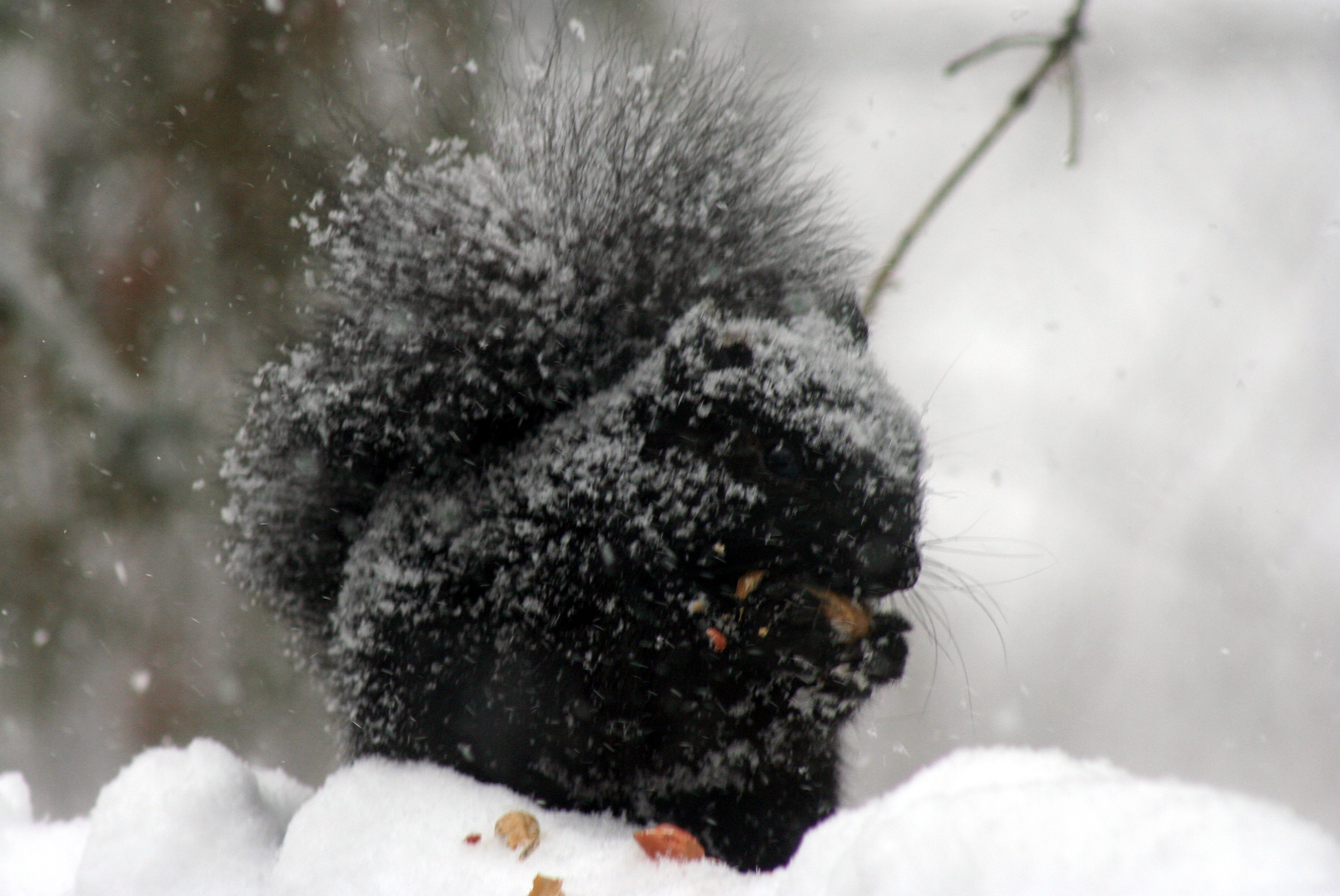
冬季位于安大略省斯特林的黑松鼠，有理论认为黑化的毛色更有助于其防止体温流失

也有人认为，黑色的松鼠比灰色松鼠更耐寒。有研究表明，黑毛色的动物在环境温度低于−10 °C（14 °F）时热耗散减少了18%，新陈代谢速率降低了20%，且非战栗产热高于灰色亚种。除此之外，研究人员还发现黑松鼠的出现频率与当地气温具有负相关性。
由于黑色变种具有很强的耐寒性，因此这一性状对于生活在北部地区的松鼠而言具有选择优势。正是基于这一选择优势，使得灰松鼠的活动范围得以在末次冰期结束后向北扩张。据报道称黑化灰松鼠曾出没于北至安大略省的大萨德伯里，超出了灰松鼠的传统分布范围。
根据《欧洲生态学杂志》2019年发表的一项对狐松鼠的研究发现，该物种的黑化变种的体表温度在晴天及多云的天气时体表温度皆会显著提升，而非黑化变种的体表温度仅在晴天时会有所提升。晴天及多云天气时获取热量的能力是黑化松鼠在冬季清晨更为活跃的原因。然而此项研究同时指出，不同颜色变种之间的代谢产热并无差别。

### 繁殖

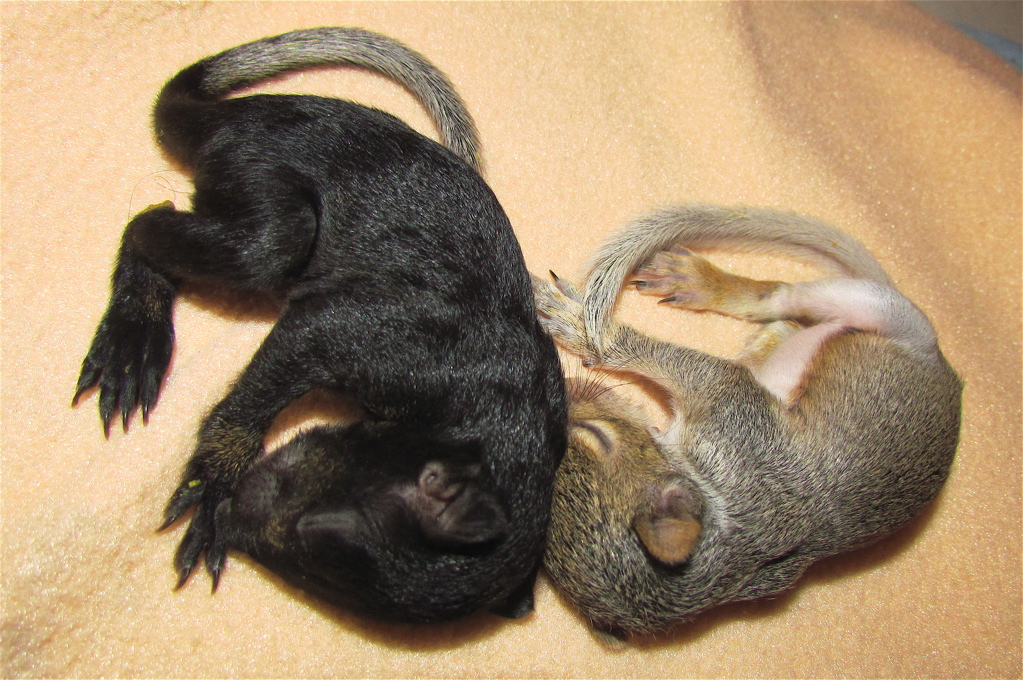
来自两个不同巢穴的幼年灰松鼠

在灰松鼠中，两只灰色的松鼠无法产生黑色的后代。灰色的松鼠有两个灰色色素等位基因，黑色的松鼠则有可能有两个黑色色素等位基因或灰色及黑色色素等位基因各一个。当其等位基因皆为黑色时，其颜色呈乌黑色，反之则呈棕黑色。目前大约有9%的灰松鼠呈乌黑色。在黑松鼠较为密集的地方，一个巢穴中出现多种毛色松鼠的现象较为普遍。

## 与非黑化松鼠的差异
尽管媒体经常称黑松鼠为“超级松鼠”，但根据1990年对灰松鼠的黑化亚种与非黑化亚种的研究可知，两者在行为方面并无明显差异。同时此项研究还发现，两者在面对犬科动物或人类的威胁时所做出的反应并无明显不同。然而在2010年的另一项研究中，灰色亚种在听到红尾𫛭的叫声后比黑色亚种更快开始逃跑，不过这大概率不是毛色不同所造成的结果，而是生存环境使然。由于在城市中出现黑松鼠的概率更高，因此有人认为黑色亚种对人类活动的耐受能力更强。此外还有人提出，城市和乡村的灰松鼠种群之间可能存在交配行为差异。
根据2019年对狐松鼠的一项研究发现，该种松鼠黑色及灰色变种之间的新陈代谢并无明显差异。然而在同一项研究中还发现，在春季及冬季的几个月时间里，黑化亚种的活跃程度比非黑化亚种高出了30个百分点。而与之相反的是，非黑化松鼠在秋季更为活跃。有观点称，黑化松鼠从其高体表温度所获取的热量，是其在清晨较为活跃的原因。

## 分布
黑化灰松鼠与狐松鼠的自然种群皆可在北美洲找到，但其出现频率因地区而异。这两种松鼠的黑色变体皆很罕见，其出现频率不足百分之一。甚至还有人认为每10,000只灰松鼠中仅有一只为黑色亚种。
有人指出，自1700年代后期以来，灰松鼠的黑化变种出现率有所下降，尤其在是五大湖以南的地区。不过在灰松鼠分布地区北部（包括加拿大中部和美国北部），黑化亚种的出现率有所上升。特别是在五大湖流域以及北纬41度线和45度线之间的地区，黑化松鼠的出现概率都大幅度增加。

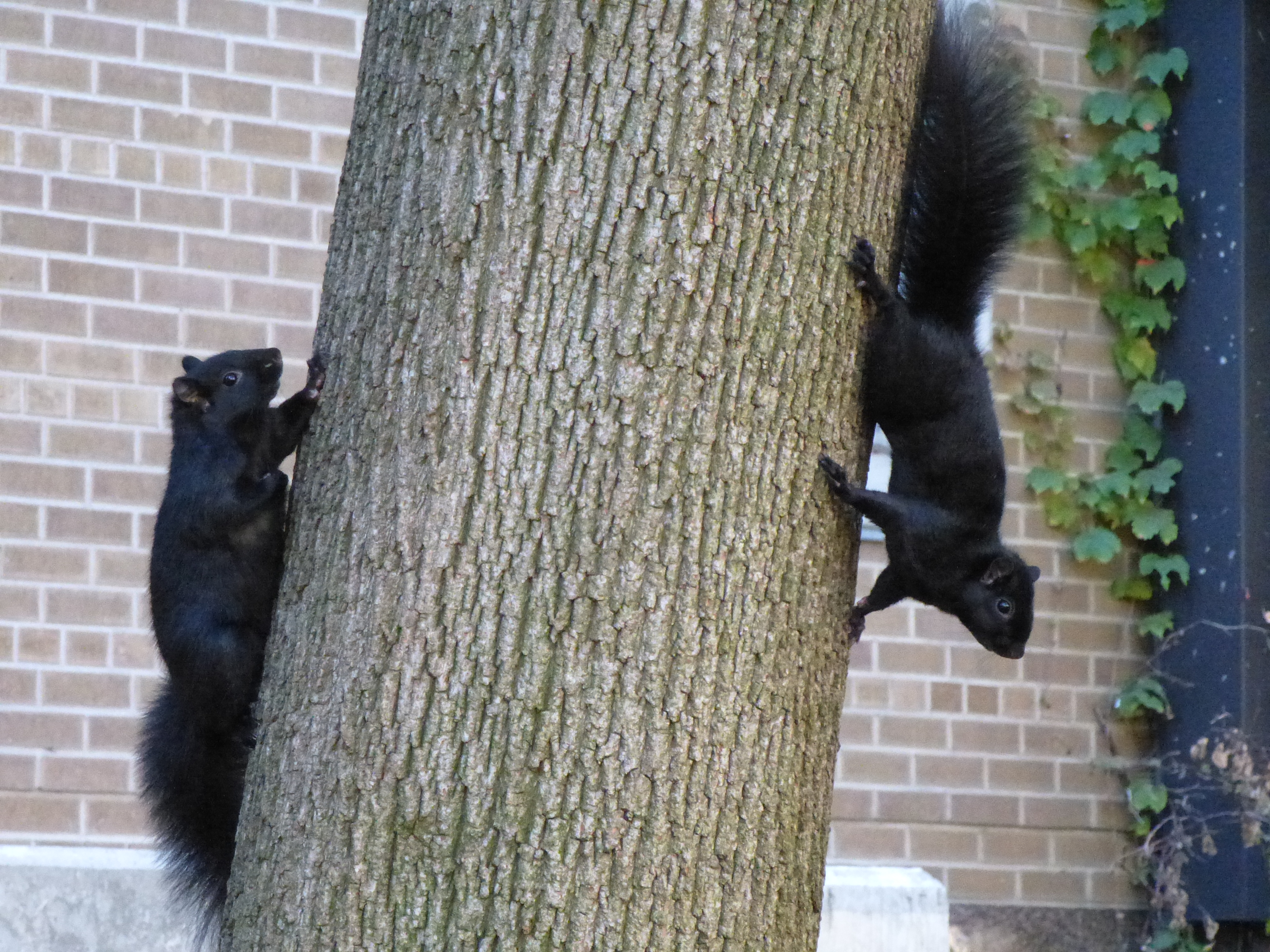
位于安大略省多伦多的灰松鼠乌黑色亚种。在分布于城市的灰松鼠中更易出现黑化变种

黑松鼠最常出现于安大略省和密歇根州，并且在这些地方占据主导地位。根据iNaturalist中的数据记录显示，在安大略省有66%的松鼠为黑色亚种，在密歇根州有56%的松鼠为黑色亚种。此外，五大湖流域的其他地区亦存在大量黑松鼠变种，据报道称大约有15%的灰松鼠为黑化变种。而在五大湖以南的局部地区也会出现黑松鼠，其出没频率因地方而异。与农村和森林地带相比，城市地区出现黑松鼠的频率更高。不过在分布于远郊的黑松鼠族群中，黑化松鼠仅在密歇根州北部和安大略省经常出现。
而与之相反的是，黑化狐松鼠主要出现在其分布范围的西南部，即美国西南部地区。与黑化灰松鼠类似的是，黑化狐松鼠的出现频率亦因地区而异，最高可达13%。不过尽管如此，在灰松鼠的其他分布地区亦可发现大量的黑化变种，如艾奥瓦州康瑟尔布拉夫斯以及密苏里河周边地区。在康瑟尔布拉夫斯，近一半的狐松鼠为黑化变种。这一族群目前已跨过密苏里河扩张到了奥马哈-康瑟尔布拉夫斯都会区的其他地区，在奥马哈，有4.6%到7.6%的狐松鼠为黑化变种。

### 引进种群

#### 放归计划
某些黑松鼠种群是重新引入的结果，这些地方通常是黑松鼠曾经生活的，但因人类活动或猎食者等因素而绝迹。华盛顿哥伦比亚特区的黑松鼠是18只从安大略省龙多省力公园中所捕获的黑松鼠后裔，这些松鼠于1902年和1906年分两次由西奥多·罗斯福总统在国家广场周围的公园里放生。罗斯福总统这样做的目的至今仍众说纷纭，按照史密森学会的说法，其目的是为了恢复因人类狩猎而导致数量锐减的灰松鼠族群。到了1960年代，黑松鼠已蔓延至公园之外，但仍局限于首都环线之内。在2005年，该地区大约有5%到25%的灰松鼠为黑化变种。

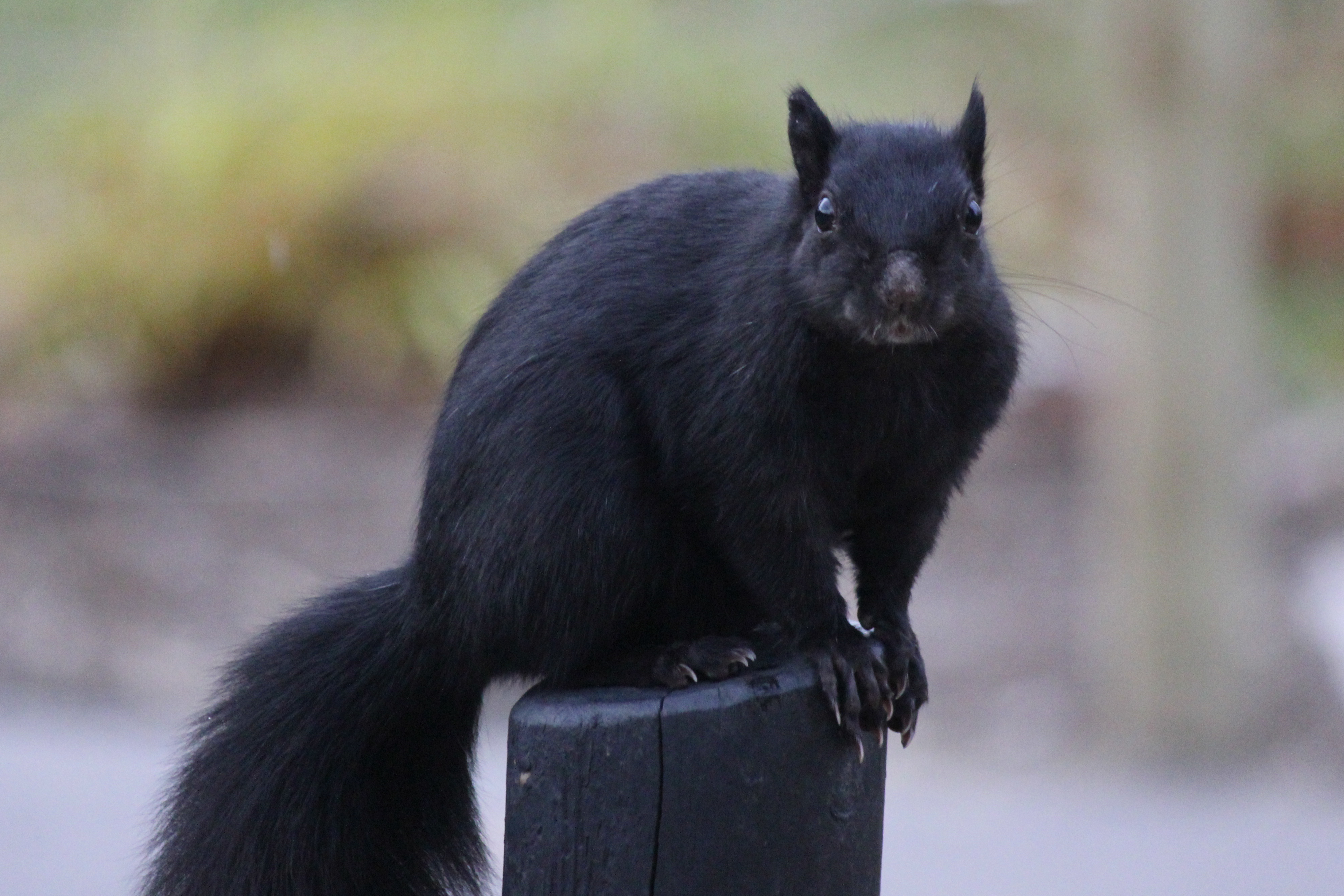
东兰辛密歇根州立大学附近的一只黑化灰松鼠。大学周围的黑化变种起源于密歇根州巴特尔克里克的重新引入种群

据报道称，密歇根州巴特尔克里克的黑松鼠种群是约翰·哈维·凯洛格重新引入的，先前的黑松鼠族群已被掠食者和人类猎杀殆尽，为此凯洛格决定在该地区重建这一族群。凯洛格从密歇根州肯特县接收了400只灰松鼠，其中包括部分黑化变种，随后将其在巴特尔克里克放生。位于巴特尔克里克北部的凯洛格生物站研究人员于1958年和1962年捕获了一些黑松鼠，并应密歇根州立大学校长的要求将其在东兰辛校区放生。
俄亥俄州也曾生活着大量的黑化松鼠族群，但这一族群已于1930年绝迹。然而位于波蒂奇县的肯特州立大学于1961年发起了一项重新引入黑松鼠的倡议。该大学在加拿大和美国政府的协调下从安大略省伦敦市引入了10只黑松鼠，并将其释放于校园内。根据《记录信使报》的报道称，到了1964年时黑松鼠的数目已繁殖至150只，之后灰松鼠的黑化变种一直扩张至俄亥俄州东北部。

#### 外来物种
部分黑松鼠是偶然间被引入某地的，部分族群已被当地生态系统所接受，但亦有部分群体被视为入侵物种。黑松鼠于19世纪被引入阔德城。根据《帕尔默家族》一书所讲的故事，黑松鼠是被帕尔默家族或基地指挥官带至岩岛兵工厂的，但它们趁着密西西比河结冰逃离了兵工厂，并于岩岛繁衍生息。

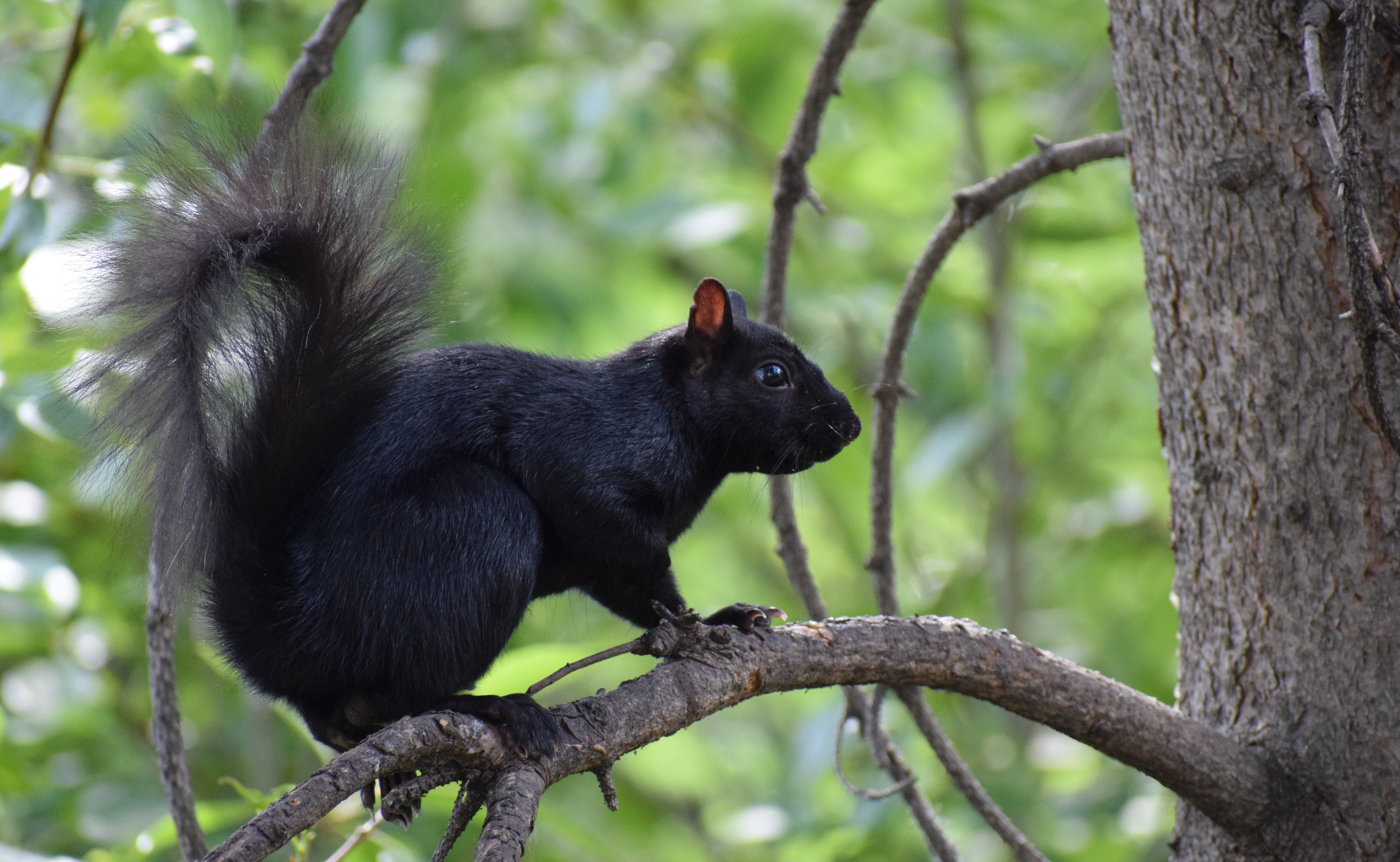
艾伯塔省卡尔加里的一只黑化灰松鼠。 该物种于1930年代引入该地区

灰松鼠及其黑色亚种于1900年代初期被引入加拿大不列颠哥伦比亚省，随后被引入至加拿大其他原本没有灰松鼠的地区，如艾伯塔省的卡尔加里。卡尔加里的大多数灰松鼠起源于1930年代逃跑的宠物或动物园动物。与安大略省一样，卡尔加里的灰松鼠主要是黑化亚种。
堪萨斯州马里斯维尔的黑化松鼠据说是在一次偶然中被带到此地的，当时有马戏团将松鼠用笼子运到此处，但有一名孩童在打开笼子时不慎放跑了它们。由于马里斯维尔的黑松鼠借此成为了城市招标，新墨西哥州霍布斯的居民亦想效仿，遂从马里斯维尔引入了黑松鼠。但这些黑松鼠未能成功繁衍，据报道称是当地的本土松鼠杀死了黑松鼠。
马萨诸塞州先锋谷中的黑松鼠源自于密歇根州，它们被分成两批寄给韦斯特菲尔德斯坦利公园的创始人弗兰克·斯坦利·贝弗里奇。据报道称，贝弗里奇于1940年代后期将松鼠放生到了公园中。此后黑松鼠不断繁衍，现已遍布整个先锋谷，阿默斯特和韦斯特菲尔德也出现了大量分布。在同一时期，来自加拿大的黑松鼠也被放生到了新泽西州普林斯顿的公园中。

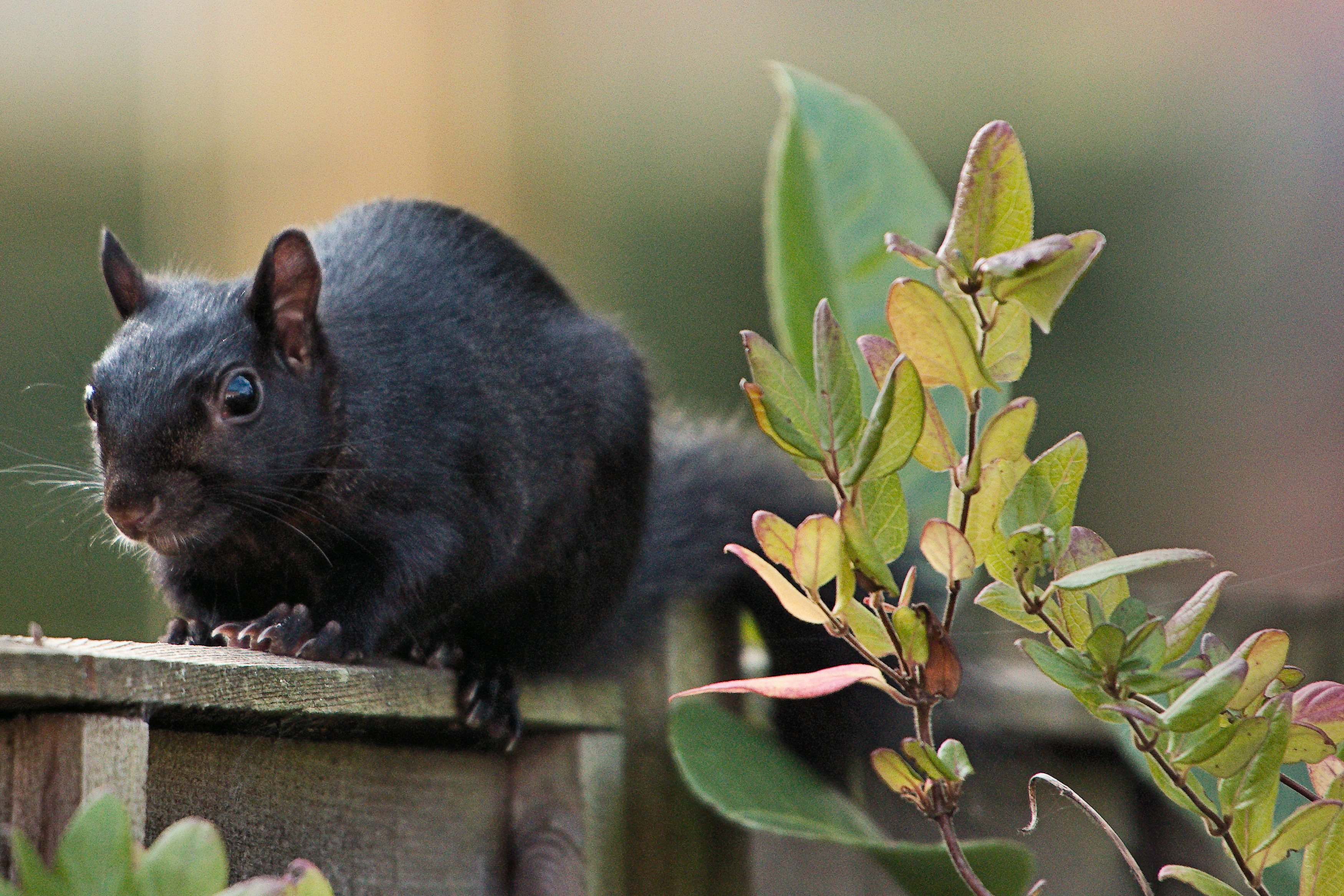
英国赫特福德郡篱笆上的一只黑化灰松鼠

英国亦出现了大量的黑松鼠，这些黑松鼠是直接从北美洲引入的，而非现有灰松鼠变异而来。然而这些黑松鼠究竟是如何引入的则存在争议，有观点认为它们是19世纪时放生到野外的黑松鼠，也有观点认为它们起源于从动物园逃脱的松鼠。英国于1912年发现了第一只黑松鼠，发现地点为贝德福德郡沃本。到了2009年，剑桥郡和英格兰其他地区（包括赫特福德郡和贝德福德郡）近一半的松鼠为黑松鼠。而在同年的东英格兰地区，大约生活着25,000只黑松鼠。然而由于灰松鼠（包括灰色及黑色亚种）对英国本土的欧亚红松鼠构成了威胁，当局已着手对其进行控制。

## 文化

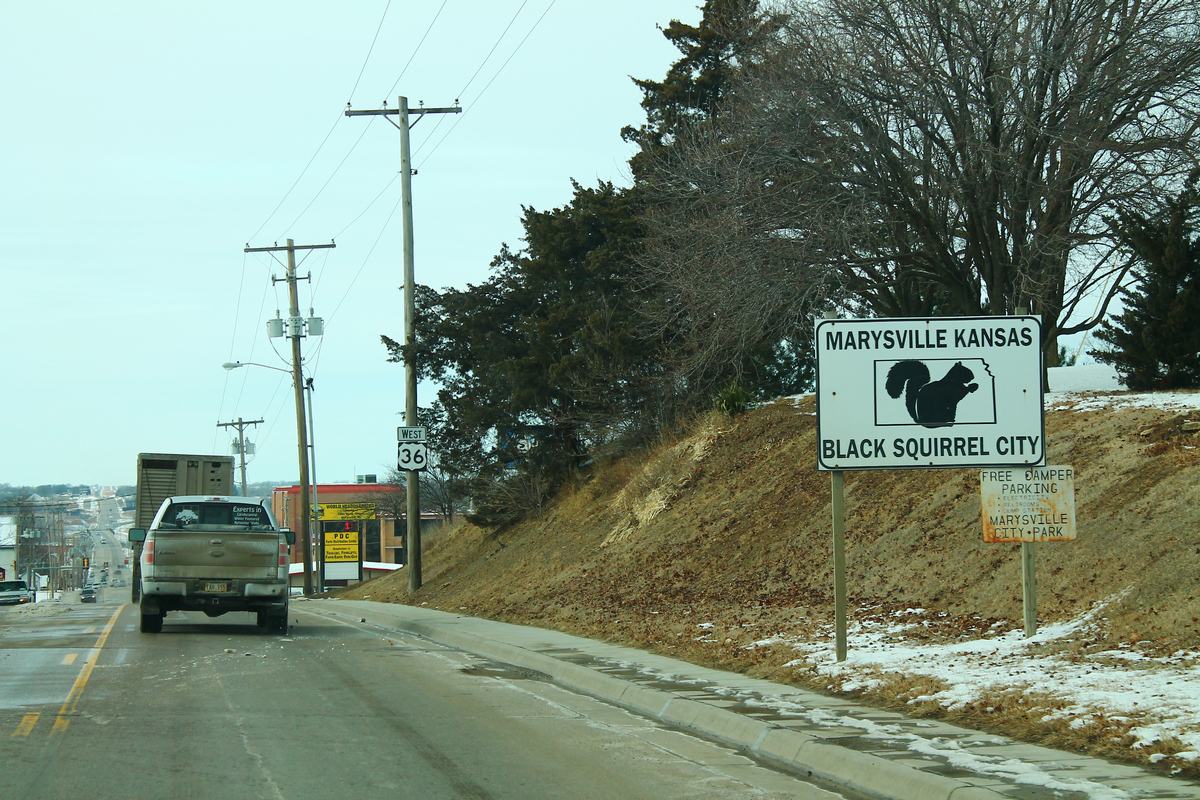
堪萨斯州马里斯维尔的标牌上印有一只黑松鼠，为该市的官方吉祥物

美国的许多城市将黑松鼠的形象用作对外宣传，并将黑松鼠视为吉祥物。堪萨斯州马里斯维尔市于1972年将黑松鼠设为该市的官方吉祥物，并于1987年将《黑松鼠之歌》设为其市歌。此外该市还通过立法给予其“侵入所有城市资产的自由”、所有交通法规的“豁免权”以及“优先采摘市内所种植黑胡桃”的“特权”。由于此类松鼠在五大湖区以南的地方出现频率较低，因此包括美国包括马里斯维尔在内的数个社区皆制定了保护黑松鼠的法律。而其他一些城市（如艾奥瓦州康瑟尔布拉夫斯）则专门制定律法，以杜绝任何对其构成威胁的企图。
一些美国高校及其体育队会将黑松鼠当成吉祥物，其中包括阿尔比恩学院以及哈弗福德学院哈弗福德·福兹。而出于维系公共关系的目的，一些大学还会将黑松鼠视为其非官方吉祥物。自20世纪末期以来，黑松鼠一直被当作肯特州立大学及其所在县的非官方吉祥物。为纪念1961年引入黑松鼠，肯特大学还会举办一年一度的黑松鼠节。这所学校甚至还专门为黑松鼠设立了一座雕像，该雕像于2009年正式揭幕。此外肯特大学出版社还出版了一部名为《黑松鼠手册》的商业图书，讲的是栖息在校园内的黑化灰松鼠。其他通过印刷品或互联网宣传黑松鼠的高校还包括奥古斯塔纳学院、伍斯特学院以及莎拉·劳伦斯学院。这些院校将黑松鼠当成其宣传品牌及非官方吉祥物，旨在提升其知名度并营造出“有趣的大学校园”的形象。

### 文学作品
黑松鼠是英国作家罗宾·贾维斯的奇幻三部曲之《德普特福德老鼠》和《德普特福德历史》中的主要角色，该作品中以拟人化动物为特色。这些黑松鼠在作品中被描绘成具有皇室血统，被认为是最聪明且最高贵的松鼠。
在J·R·R·托尔金所著的故事集中，黑松鼠栖息于一处名为“幽暗密林”的森林里。

## 延伸阅读
- Bohls, Patricia; Koehnle, Thomas J. . American Midland Naturalist. 2017, 178 (2): 226–236. doi:10.1674/0003-0031-178.2.226.
- Ciurej, Amanda K.; Oblander, Ashley; Swift, Andrew W.; Wilson, James A. . European Journal of Ecology. 2019, 5 (2): 79–87. doi:10.2478/eje-2019-0013 .
- Corrigan, Don H. . McFarland. 2019. ISBN 978-1-4766-3635-1.
- Gustafson, Eric J.; VanDruff, Larry. . American Midland Naturalist. 1990, 123 (1): 186–192. JSTOR 2425772. doi:10.2307/2425772.